# Jeffrey Wigand
Dr. Jeffrey Wigand (n. 7 de diciembre de 1942, Ciudad de Nueva York) fue vicepresidente de investigación y desarrollo en Brown & Williamson en Louisville, Kentucky. Actualmente reside en Mt. Pleasant, Míchigan donde ocupa su tiempo y esfuerzo en dar charlas alrededor del mundo, como un testigo y consultor experto en varios temas relacionados con el tabaco, y en su organización sin fines de lucro, SMOKE-FREE KIDS, Inc., donde concentra sus esfuerzos en alejar a los jóvenes y niños del hábito de fumar. 
Fue conocido como un "soplón" (whistleblower) cuando, en el programa de noticias 60 Minutes de la cadena de televisión CBS, expuso las prácticas de su compañía en la cual manipulaban intencionalmente los efectos de la nicotina en los cigarrillos.
Wigand alegó que luego de ello fue acosado y recibió varias amenazas de muerte.

## Biografía
Jeffrey Wigand nació y creció en una familia católica en el Bronx y luego en Pleasant Valley, Nueva York. Después de un corto tiempo como militar (incluyendo una corta asignación a Vietnam) obtuvo un Máster y un PhD en "The State University of New York", en Buffalo. Conoció a su primera esposa, Linda, en 1970 mientras atendía a clases de judo. Al poco tiempo de su matrimonio, Linda desarrolló esclerosis múltiple. Se divorciaron.
Antes de trabajar en "Brown and Williamson" Wigand trabajó en varias compañías relacionadas con la salud, incluyendo Pfizer y Johnson & Johnson. Además fue contratado como gerente general y director de marketing de Union Carbide en Japón y como vicepresidente sénior en Technicon Instruments. Conoció a su segunda esposa, Lucretia, en 1983 o a principios de 1984, cuando era presidente interino de una compañía de arranque en Stamford, CT. Ella era una vendedora de la compañía para la zona DC e indirectamente trabajaba para él. No comenzaron a salir juntos hasta 1985 cuando él ya no trabajaba para la compañía y después de que ella lo invitase a acudir a la reunión de la American Association for Clinical Chemistry (AACC) en DC donde ella vivía. Se casaron en enero de 1986.
Wigand comenzó a trabajar para "Brown and Williamson Tobacco Corporation" en enero de 1989 y el 24 de mayo de 1993 fue despedido. Luego de este evento rompió un acuerdo de confidencialidad con B&W quienes sistemáticamente fueron destruyendo su vida personal. Un año y medio después Wigand comenzó a trabajar como profesor de química y japonés en el instituto de secundaria "duPont Manual Magnet" de Louisville, Kentucky y fue nombrado Maestro del Año del estado de Kentucky. Alrededor de 1995 o 1996 Wigand y su segunda esposa se divorciaron.
Actualmente reside en Mt. Pleasant, Míchigan. Antes de trasladarse allí vivió en Carolina del Sur durante un tiempo. Da conferencias por todo el mundo, como testigo experto y asesor en diversos asuntos relacionados con el tabaco, así como a su organización no gubernamental, SMOKE-FREE KIDS, Inc., para ayudar a los niños de todas las edades a tomar decisiones saludables en relación con el consumo de tabaco.

## Película
Fue interpretado por Russell Crowe en la película altamente aclamada The Insider, dirigida por Michael Mann en la cual también actuó Al Pacino.